# Giovanni Battista Durazzo
Giovanni Battista Durazzo a été le 104e doge de Gênes du 28 juillet 1639 au 28 juillet 1641.